# The Most Beautiful Girl
The Most Beautiful Girl är en sång inspelad av Charlie Rich och komponerad av Bill Sherrill, Noris Wilson, och Rory Michael Bourke. Som singelskiva nådde den förstaplatsen på Billboardlistan 1973. 

## Coverversioner
- Countrybandet South 65 spelade in en uppdaterad version med namnet The Most Beautiful Girl (2001 Version), på sitt album Dream Large från 2001.

## Versioner med svenskspråkig text
- Jan Höiland har spelat in en version med titeln Du är flickan för mig.
- Larz-Kristerz hade med en version med samma text men med titeln Du e' flickan för mig på albumet Om du vill 2009. [1]

## Listplaceringar
| Lista (1973-1974) | Topplacering |
| ----------------- | ------------ |
| Nederländerna     | 3            |
| Norge             | 8            |

### Fotnoter
1. ↑  ”Svensk mediedatabas”. http://smdb.kb.se/catalog/id/002562567. Läst 9 maj 2011.
2. ↑  ”Listplacering”. http://dutchcharts.nl/showitem.asp?interpret=Charlie+Rich&titel=The+Most+Beautiful+Girl&cat=s. Läst 17 maj 2011.
3. ↑  ”Listplacering”. http://norwegiancharts.com/showitem.asp?interpret=Charlie+Rich&titel=The+Most+Beautiful+Girl&cat=s. Läst 17 maj 2011.